# Hallå, slå en signal
Hallå, slå en signal är ett studioalbum från 1993 av det svenska dansbandet Hans Rytterströms.

## Låtlista
1. När natten kommer (H.Rytterström)
2. Tusentals gånger (H.Rytterström-H.Rytterström-K.Almgren)
3. Var rädd om kärleken (H.Rytterström)
4. Vilka härliga dagar (H.Rytterström)
5. Tänk om världen vore min (H.Rytterström)
6. Ögon som ler (H.Rytterström)
7. Medley: Hans Rytterström
  - Älskar, älskar inte
  - Aldrig, aldrig mer
  - Det här är bara början än
  - Hela, hela dig
  - Det handlar om dig
8. Kärlekens bacill (H.Rytterström)
9. Hallå, slå en sgnal (H.Rytterström)
10. Det finaste vi har (H.Rytterström)
11. Klappar ditt hjärta bara för mig? (H.Rytterström)
12. Kärlekens sång (B.Edwing-H.Rytterström)
13. En lyckostjärna (H.Rytterström-K.Almgren)
14. Man ska aldrig säga aldrig (H.Rytterström)
15. Mio min mio (Instr.) (B.Andersson-B.Ulveaus)